# Kabul Weekly
 (décembre 2022).
Si vous disposez d'ouvrages ou d'articles de référence ou si vous connaissez des sites web de qualité traitant du thème abordé ici, merci de compléter l'article en donnant les références utiles à sa vérifiabilité et en les liant à la section « Notes et références ».
Le Kabul Weekly est un ancien hebdomadaire diffusé en Afghanistan, aussi bien en province qu'à Kaboul. Il fut lancé en 1991 et publié sans interruption jusqu'en 1994, quand il fut fermé après la publication d'un article critique à l'égard des Moudjahiddin. Il fut relancé en 2001, directement après la chute du régime taliban et devint le principal hebdomadaire lu en Afghanistan jusqu'à sa disparition subite en janvier 2011.
Il était publié chaque mercredi en anglais, dari et pachto à hauteur de 10 000 exemplaires. Il était principalement financé par la publicité. Son édition en anglais était également lu par de nombreux étrangers établis en Afghanistan.
Édité par une équipe de rédaction composée aussi bien d'Afghans que d'étrangers, il couvrait l'actualité de la plupart des provinces et jouissait d'une réputation de qualité et d'impartialité.